# Carrie Keagan

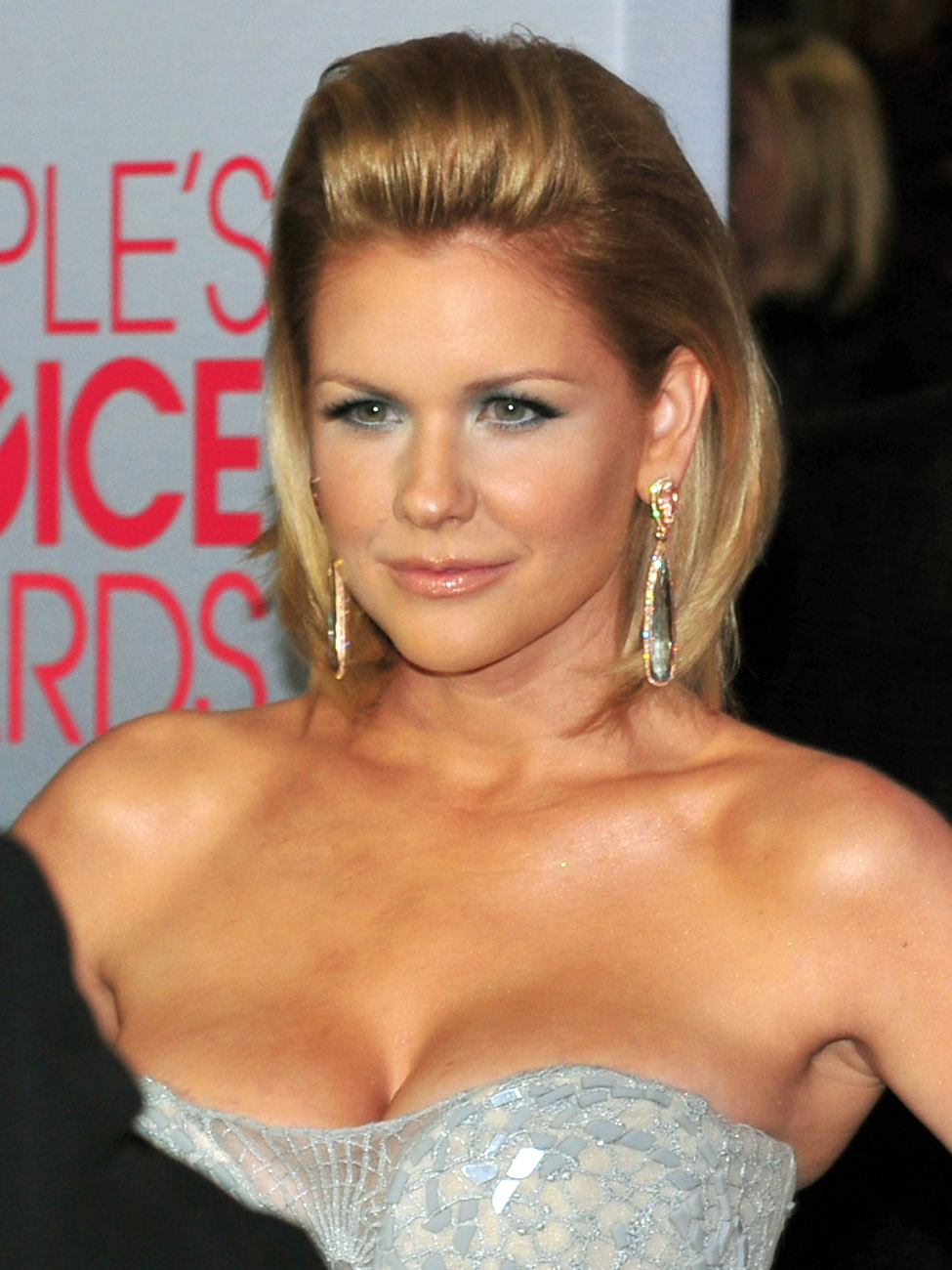
Carrie Keagan (2012)

Carrie Keagan (* 4. Juli 1980 in Buffalo, New York als Carrie Nile) ist eine US-amerikanische Moderatorin, Schauspielerin sowie Fernseh- und Filmproduzentin, -regisseurin und Drehbuchautorin. Sie ist Produzentin und Moderatorin von Talkshows wie Up Close with Carrie Keagan, Big Morning Buzz Live oder Reel Junkie.

## Leben
Keagan wurde am 4. Juli 1980 in Buffalo geboren. Sie ist die Nichte des Sängers und Songwriters Willie Nile. Sie wuchs in Amherst im US-Bundesstaat New York auf und besuchte das Buffalo State College. Um 2002 änderte sie ihren Namen von Nile in Keagan um. Ab Mitte der 2000er trat sie als Fernsehmoderatorin erstmals öffentlich in Erscheinung. Sie fungierte außerdem als Produzentin und Autorin diverser Talkshows. Im Juli 2008 wurde sie zum Playmate des Monats im Männermagazin Playboy gekürt. Von Brannon Braga wurde sie für das Magazine Femme Fatales Magazine fotografiert. Es folgte ein Covershooting für das Magazin Garage.
Zu dieser Zeit trat sie erstmals als Schauspielerin in verschiedenen Nebenrollen in Filmen wie Superbad, Dance of the Dead, Miss March, Hangover und American Pie präsentiert: Das Buch der Liebe auf. 2016 spielte sie im Film Dead 7 – Sie sind schneller als der Tod die Rolle der Daisy Jane. Im selben Jahr war sie im Tierhorrorfernsehfilm Sharknado 4 als Supervisor Martindale zu sehen.

## Filmografie (Auswahl)

### Produktion
- seit 2007: Up Close with Carrie Keagan (Fernsehsendung)
- 2007–2008: Extra (Fernsehserie, 18 Episoden)
- 2007–2008: Listen Up! Live @ NGTV (Fernsehserie, 14 Episoden)
- 2007–2009: In Bed with Carrie (Fernsehserie, 28 Episoden)
- 2007–2009: Fresh Meat (Fernsehserie, 4 Episoden)
- 2007–2009: Hustla's Ball (Fernsehserie, 16 Episoden)
- 2007–2009: Down & Dirty (Fernsehserie, 33 Episoden)
- 2007–2010: Deep Inside (Fernsehserie, 16 Episoden)
- 2008: No Good TV: Apocalypse (Kurzfilm)
- 2008–2010: VH1 Classic One Hit Wonders (Fernsehserie, 16 Episoden)
- 2009: Now: That's What I Call Dance Music (Fernsehspezial)
- 2011–2014: Big Morning Buzz Live (Fernsehsendung, 409 Episoden)
- 2012: Big and Best of 2012 – Live Stream Edition (Fernsehspezial)
- 2012–2013: Big Evening Buzz (Fernsehserie, 8 Episoden)
- seit 2012: Reel Junkie (Fernsehsendung)
- 2013: Nerdist Presents: Carrie vs. Slash (Fernsehspezial)
- 2013: Nerdist Presents: A Conversation with... Bill Paxton (Fernsehspezial)
- 2013: Carrie vs. Jason (Kurzfilm)
- 2013: The Hungry Games (Kurzfilm)
- 2013: A Rooftop Breakup (Kurzfilm)
- 2014: Dregs (Kurzfilm)
- 2014: The Truth About You
- 2017: 63 Days of Love (Dokumentation)
- 2017: Atlas Genius: 63 Days (Kurzfilm)
- 2019: One Night: Joshua vs. Ruiz (Dokumentation)
- seit 2020: Adventures with Carol (Fernsehsendung)

### Drehbuch
- 2005: The Menu (Fernsehserie, 8 Episoden)
- 2006: Celebrity Moments (Miniserie, 2 Episoden)
- 2007: DMV: Dirty Music Videos (Fernsehserie)
- 2007–2008: Listen Up! Live @ NGTV (Fernsehserie, 13 Episoden)
- 2007–2009: In Bed with Carrie (Fernsehserie, 28 Episoden)
- 2007–2009: Fresh Meat (Fernsehserie, 4 Episoden)
- 2007–2009: Hustla's Ball (Fernsehserie, 16 Episoden)
- 2007–2009: Down & Dirty (Fernsehserie, 33 Episoden)
- 2007–2010: Deep Inside (Fernsehserie, 16 Episoden)
- seit 2007: Up Close with Carrie Keagan (Fernsehsendung)
- 2008: No Good TV: Apocalypse (Kurzfilm)
- seit 2012: Reel Junkie (Fernsehsendung)
- 2013: Nerdist Presents: Carrie vs. Slash (Fernsehspezial)
- 2013: Nerdist Presents: A Conversation with... Bill Paxton (Fernsehspezial)
- 2017: 63 Days of Love (Dokumentation)
- 2017: Atlas Genius: 63 Days (Kurzfilm)
- 2018: The 2018 Rock & Roll Hall of Fame Induction Ceremony Red Carpet Live (Fernsehspezial)
- 2019: The 2019 Rock & Roll Hall of Fame Induction Ceremony Red Carpet Live (Fernsehspezial)
- 2020: The 2020 Rock & Roll Hall of Fame Induction Ceremony Red Carpet Live (Fernsehspezial)
- seit 2020: Adventures with Carol (Fernsehsendung)

### Schauspiel
- 2007: Superbad
- 2008: No Good TV: Apocalypse (Kurzfilm)
- 2008: Dance of the Dead
- 2008: Reno 911! (Fernsehserie, 4 Episoden)
- 2009: Miss March
- 2009: Hangover
- 2009: American Pie präsentiert: Das Buch der Liebe (American Pie Presents: The Book of Love)
- 2010: Smokin' Aces 2: Assassins’ Ball
- 2010: Father vs. Son
- 2010: Misdirection (Kurzfilm)
- 2013: Star Wars Cantina Karaoke (Kurzfilm)
- 2013: Carrie vs. Jason (Kurzfilm)
- 2013: The Hungry Games (Kurzfilm)
- 2013: A Rooftop Breakup (Kurzfilm)
- 2014: V/H/S Viral
- 2014: Dinner (Kurzfilm)
- 2014: Noel Gallagher's High Flying Birds: Do the Damage (Kurzfilm)
- 2014: BadPuss: A Popumentary
- 2016: Dead 7 – Sie sind schneller als der Tod (Dead 7)
- 2016: Sharknado 4 (Sharknado: The 4th Awakens, Fernsehfilm)
- 2016: The Fiancé
- 2017: Fetish Factory
- 2018: Valentine DayZ
- 2019: Die Weihnachtskönigin – (K)ein Like zum Fest (A Beauty & the Beast Christmas)
- 2022: VampyrZ on a Boat

### Regie
- 2017: 63 Days of Love (Dokumentation)
- seit 2020: Adventures with Carol (Fernsehsendung)

### Synchronisationen
- 2010: The Trouble with Terkel (Animationsfilm)
- 2013: Army of Two: The Devil's Cartel (Computerspiel)